# Eindridebreen
De Eindridebreen is een gletsjer op het eiland Nordaustlandet, dat deel uitmaakt van de Noorse eilandengroep Spitsbergen.
De gletsjer is vernoemd naar de godheid Thor in de noordse mythologie.

## Geografie
De gletsjer is zuidoost-noordwest georiënteerd en heeft een lengte van ruim twee kilometer. Ze wordt gevoed vanuit Palanderisen en Sørdomen (Austfonna) en mondt in het noorden uit in het Wahlenbergfjorden.
Ten westen van de gletsjer ligt op ruim twee kilometer de gletsjer Vikingbreen en naar het noordoosten op ongeveer vier kilometer de gletsjer Etonbreen.